# Rostprakttimalia
Rostprakttimalia (Liocichla phoenicea) är en fågel i familjen fnittertrastar inom ordningen tättingar.

## Utseende
Rostprakttimalia är en liten (21–23 cm) fnittertrastliknande prakttimalia. I ansiktet och på halssidan syns en stor karmosin– till scharlakansröd fläck, liksom en likfärgad strimma på vingen. Fjäderdräkten i övrigt är brun med svart, rostspetsad stjärt och svarta hjässband.

## Utbredning och systematik
Rostprakttimalia delas in i tre underarter med följande utbredning:
- Liocichla phoenicea phoenicea – Himalaya från Nepal till Bhutan och Assam (Mishmi)
- Liocichla phoenicea bakeri – södra Assam (söder om Brahmaputra) till nordvästra Myanmar och nordvästra Yunnan
- Liocichla phoenicea wellsi – södra Kina (sydöstra Yunnan) till norra Laos och norra Tonkin

## Status och hot
Arten har ett stort utbredningsområde och en stor population, men tros minska i antal till följd av habitatförstörelse och fragmentering, dock inte tillräckligt kraftigt för att den ska betraktas som hotad. Internationella naturvårdsunionen IUCN kategoriserar därför arten som livskraftig (LC).